# Tephraciura semiangusta
Tephraciura semiangusta är en tvåvingeart som först beskrevs av Mario Bezzi 1918.  Tephraciura semiangusta ingår i släktet Tephraciura och familjen borrflugor. Inga underarter finns listade i Catalogue of Life.